# Katzenbach
Katzenbach è un comune di 514 abitanti della Renania-Palatinato, in Germania.

Appartiene al circondario del Donnersberg (targa KIB) ed è parte della comunità amministrativa (Verbandsgemeinde) di Nordpfälzer Land.